# Werner Baumann (Diplomat)
Werner Baumann (* 26. Mai 1947 in Altdorf) ist ein Schweizer Diplomat und früherer Botschafter der Schweizerischen Eidgenossenschaft in Deutschland.

## Leben
Nach dem Studium der Rechtswissenschaften an der Universität Bern und der Universität Zürich, das er mit dem Lizentiat der Rechte abschloss, absolvierte Baumann von 1973 bis 1975 sein juristisches Praktikum mit Abschluss als Rechtsanwalt und Notar. Während seiner Tätigkeit in der Rechtsabteilung der Allgemeinen Treuhand AG in Zürich promovierte er 1977 zum Doktor der Rechte.
1979 und 1980 war Baumann Attaché der Schweizerischen Delegation bei der OECD in Paris. Danach wechselte er als diplomatischer Mitarbeiter in den Dienst des Eidgenössischen Departements für auswärtige Angelegenheiten (EDA). 1984 ging er als Konsul für Rechts- und Finanzfragen an das Schweizer Generalkonsulat in New York City. Von 1987 bis 1991 war er zunächst stellvertretender Chef und dann Chef der Völkerrechtssektion des EDA, wo er nach seiner Rückkehr aus Prag von 1993 bis 1998 Vizedirektor und später stellvertretender Direktor der Direktion Völkerrecht war. In Prag war Baumann Erster Mitarbeiter des Missionschefs der Schweizerischen Botschaft.
Baumann war von 1998 bis 2002 Botschafter der Schweiz auf den Philippinen und von 2002 bis 2006 Botschafter in Deutschland. Er wechselte im Mai 2006 als Botschafter der Schweiz in Kanada und auf den Bahamas nach Ottawa.
Ende Mai 2011 trat Baumann in den Ruhestand.